# Franc Miklošič
Franc Miklošič (em alemão:  Franz Ritter von Miklosich; Radomerščak, 20 de novembro de 1813 — Viena, 7 de março de 1891) foi um filólogo esloveno.

## Juventude
Miklosich nasceu na pequena vila de Radomerščak, perto da cidade de Ljutomer, na Baixa Estíria, então parte do Império Austríaco. Ele se formou na Universidade de Graz com um diploma de doutor em filosofia.

## Carreira
Ele foi professor de filosofia na Universidade de Graz. Em 1838, foi para a Universidade de Viena, onde recebeu o grau de doutor em direito. Durante seus estudos, ele foi influenciado pelas obras do filólogo e linguista esloveno Jernej Kopitar. Ele abandonou a lei, dedicando a maior parte de sua vida ao estudo das línguas eslavas.
Em 1844, obteve um cargo na Biblioteca Imperial de Viena, onde permaneceu até 1862. Em 1844, publicou uma resenha do livro Gramática Comparativa de Franz Bopp, que atraiu a atenção do meio acadêmico vienense. Esta publicação lançou então uma longa série de trabalhos, nos quais Miklosich mostrou uma imensa erudição. Suas obras levaram a uma mudança revolucionária no estudo das línguas eslavas.
Em 1849, Miklosich foi nomeado para a recém-criada cadeira de filologia eslava na Universidade de Viena, e ocupou-a até 1886. Tornou-se membro da Academia de Viena, que o nomeou secretário de sua seção histórica e filosófica, membro da o conselho de instrução pública e da câmara alta, e correspondente da Academia Francesa de Inscrições e Humanidades. Seus numerosos escritos tratam não apenas das línguas eslavas, mas também do romeno, aromeno, albanês, grego e romani.
De 1872 a 1880, Miklosich publicou sua pesquisa original dos dialetos Romani, Über die Mundarten und Wanderungen der Zigeuner Europas. Este trabalho incluiu uma discussão sobre suas origens, rotas de migração, uma gramática histórico-comparativa e um léxico. Ele identificou um elemento grego substancial que era compartilhado pelos dialetos romanos, e assim chamou uma "área de língua grega" como a "pátria europeia dos ciganos".
Em 1883, por ocasião do seu 70º aniversário, recebeu uma medalha encomendada pela Academia Austríaca de Ciências.

## Engajamento político
Na primavera das nações de 1848, Miklosich, que tinha 35 anos na época, engajou-se ativamente no movimento nacional esloveno. Ele era o presidente da associação política, chamada Slovenija (Eslovênia), organizada por estudantes eslovenos que estudaram em Graz e Viena. Junto com Matija Majar e Lovro Toman, ele estava entre os autores que elaboraram a demanda política por uma Eslovênia Unida. Após o fracasso dos pedidos revolucionários, ele voltou a se dedicar a uma atividade exclusivamente acadêmica.